# Mohamed Khribache
Pas d'image ? Cliquez ici

a Compétitions nationales et continentales officielles uniquement.

Dernière mise à jour le 7 mars 2024.
Mohamed Khribache, né le 8 juin 1988, est un joueur franco-marocain de rugby à XV qui évolue au poste de talonneur au CS Bourgoin-Jallieu.

## Biographie
Mohamed Khribache est originaire de Châteauneuf-du-Pape, où il débute le rugby à XV à l'âge de six ans. À l'âge de dix-sept ans, repéré lors d'un match de sélection régionale, il rejoint le CS Bourgoin-Jallieu.
Il fait ses débuts avec l'équipe première du CS Bourgoin-Jallieu lors de la saison 2010-2011. Il dispute son seul match en Top 14 le 30 octobre 2010 contre le Castres olympique, en remplaçant Julien Janaudy à dix minutes du terme de la rencontre.
Lors de l'été 2017, après douze années passées à Bourgoin et la relégation du club en Fédérale 1, Khribache rejoint le Stade montois pour trois saisons,,.
En 2020, il fait son retour au CSBJ en Fédérale 1.
Depuis 2020, il entraîne en parallèle de sa carrière de joueur le club de rugby de l'Assmida basé à Saint-Marcel-Bel-Accueil.